# Prosopocoilus occipitalis anoides
Prosopocoilus occipitalis anoides es una subespecie de coleóptero de la familia Lucanidae.

## Distribución geográfica
Habita en Taiwán y Okinawa.